# Acacia aculeaticarpa
Acacia aculeaticarpa é uma espécie de leguminosa do gênero Acacia, pertencente à família Fabaceae.